# Slavoljub Muslin
Slavoljub Muslin, cyr. Cлaвoљуб Mуcлин (ur. 15 czerwca 1953 w Belgradzie) – serbski piłkarz grający na pozycji obrońcy, trener piłkarski. Posiada również obywatelstwo francuskie.

## Kariera piłkarska

### Kariera klubowa
Jest wychowankiem OFK Beograd, ale większą część swojej profesjonalnej kariery związał z Crveną Zvezdą Belgrad. W latach 70. z klubem ze stolicy Jugosławii, zaliczającym się wówczas do europejskiej czołówki, trzykrotnie zdobył mistrzostwo kraju (1970, 1973 i 1977) i dotarł do finału Pucharu UEFA (1979). W 1981 roku wyjechał do Francji, gdzie – po krótkiej przygodzie z Lille OSC i Stade Brestois – zakończył piłkarską karierę i rozpoczął pracę szkoleniową.

### Kariera reprezentacyjna
Slavoljub Muslin rozegrał w reprezentacji Jugosławii 7 meczów.

## Kariera szkoleniowa
Po doświadczeniach z klubów niższych lig Francji, w 1995 roku został pierwszym trenerem Girondins Bordeaux. Zespół, w którym grali m.in. Zinédine Zidane, Bixente Lizarazu i Christophe Dugarry, doprowadził do finału Pucharu UEFA, ale tuż przed ostatnim meczem otrzymał wymówienie.
Później był szkoleniowcem RC Lens, Le Mans FC, marokańskiego klubu Raja Casablanca, a od 1999 do 2001 roku Crvenej Zvezdy. Zdobył z nią w tym czasie dwa tytuły mistrza Jugosławii oraz Puchar tego kraju.
Od marca 2002 do czerwca 2003 opiekował się piłkarzami Lewskiego Sofia. Kiedy odchodził z klubu, miał w swojej kolekcji trofeów mistrzostwo, wicemistrzostwo i dwa Puchary Bułgarii.
Na rok powrócił do Crvenej Zvezdy, ale – mimo zwycięstwa w rozgrywkach ligowych – w lipcu 2004 roku został zwolniony. Kilka dni wcześniej niepochlebnie wypowiedział się o polityce kadrowej prezydenta klubu Dragana Džajicia.
Następnie pracował w ukraińskim Metałurhu Donieck i od maja do grudnia 2005 roku w belgijskim KSC Lokeren.
Od stycznia do października 2006 roku był szkoleniowcem Lokomotiwu Moskwa. Ze względu na słabe wyniki zarząd klubu zwolnił go z posady trenera zespołu i na tym stanowisku obsadził Olega Dołmatowa, wcześniej wyrzuconego z Szynnika Jarosławl.
Kilka dni po tej dymisji ponownie otrzymał propozycję prowadzenia KSC Lokeren. W 2007 powrócił do Rosji, gdzie trenował FK Chimki, a w 2008 przeniósł się do Białorusi, aby stać na czele Dynamy Mińsk. W sezonie 2009/10 prowadził cypryjski Anorthosis Famagusta. 29 grudnia 2010 podpisał kontrakt z rosyjskim FK Krasnodar. W 2013 roku odszedł z tego klubu.
W 2014 roku został trenerem Amkaru Perm, ale jeszcze tego samego roku został zwolniony z tego klubu.
W 2015 roku podpisał kontrakt z belgijskim klubem Standard Liège, ale tu podobnie jego przygoda skończyła się w tym samym roku zwolnieniem z klubu.
W 2016 został selekcjonerem reprezentacji Serbii.

## Sukcesy i odznaczenia

### Sukcesy klubowe
- mistrz Jugosławii: 1977, 1980, 1981
- finalista Pucharu UEFA: 1979

### Sukcesy trenerskie
- finalista Pucharu UEFA: 1996 z Girondins Bordeaux
- mistrz Maroka: 1999 z Wydad Casablanca
- mistrz Jugosławii: 2000 i 2001 z Crveną Zvezdą Belgrad
- zdobywca Pucharu Jugosławii: 2000 z Crveną Zvezdą Belgrad
- finalista Pucharu Jugosławii: 2001 z Crveną Zvezdą Belgrad
- mistrz Bułgarii: 2002 z Lewskim Sofia
- zdobywca Pucharu Bułgarii: 2002 i 2003 z Lewskim Sofia
- mistrz Prva liga Srbije i Crne Gore: 2004 z Crveną Zvezdą Belgrad
- finalista Pucharu Serbii i Czarnogóry: 2004 z Crveną Zvezdą Belgrad